# Kettcar

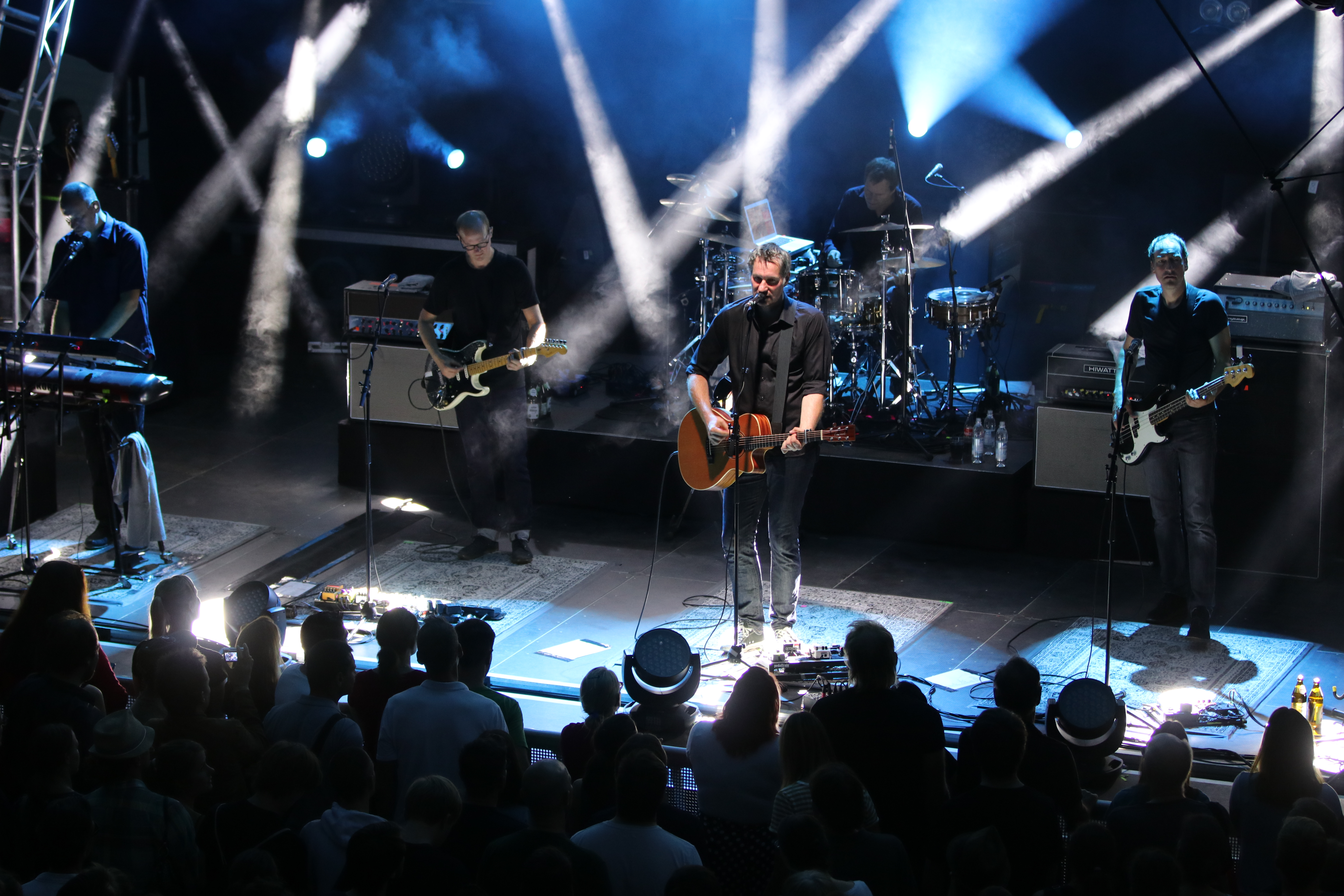
Kettcar, 2018

Kettcar est un groupe allemand de rock indépendant, originaire de Hambourg. Formé au début 2001, Kettcar est classé dans le rock indépendant et indie pop allemande. Le groupe est souvent associé à l'Hamburger Schule. Selon Marcus Wiebusch, il n'y a pas de relation avec ce courant mis à part l'origine géographique. Reimer Bustorff définit le style du groupe comme « guitares pop ».

## Biographie
En 2001, Marcus Wiebusch de ...But Alive et le bassiste Reimer Bustorff, aussi membre du groupe ska Rantanplan, décide de rompre avec les traditions punk et ska,  pour un style plus émotionnel. Ensemble, avec Erik Langer (guitare), Frank Tirado-Rosales (percussions, ...But Alive) et le frère de Marcus, Lars Wiebusch (claviers), ils forment Kettcar pour un son différent des paroles plus personnelles.
Après avoir échoué à trouver un label pour y sortir leur premier album, Du und wieviel von deinen Freunden, Wiebusch et Bustorff s'associent avec le chanteur de Tomte, Thees Uhlmann, et lancent le label indépendant Grand Hotel van Cleef. Au début de 2002, Du und... devient le premier album publié par le label. Son succès, bien que modéré, comble de loin les attentes et Kettcar devient l'idole de la presse musicale allemande. En mars 2005, Kettcar publie son deuxième album, Von Spatzen und Tauben, Dächern und Händen, qui atteint la cinquième place des charts allemands.
Le troisième album des Kettcar, Sylt (d'après l'une des îles allemandes de la mer du Nord), est publié en avril 2008, et atteint la cinquième place des charts allemands. En août 2008, Kettcar joue un concert acoustique au club Kampnagel. En novembre 2009, Kettcar continue dans sa lancée et joue six concerts avec l'orchestre Neue Philharmonie Frankfurt. Un tournage du concert, Fliegende Bauten, est publié en janvier 2010. En juin 2010, Frank Tirado-Rosales annonce son départ du groupe pour se consacrer à d'autres projets. Son successeur est Christian Hake, batteur du groupe Home of the Lame. Le 10 février 2012, leur quatrième album, Zwischen den Runden, est publié.
Le groupe se met en pause entre avril 2013 et juillet 2017. En août 2017, le groupe sort son premier single depuis cinq ans, Sommer '89 (Er schnitt Löcher in den Zaun). Leur cinquième album, Ich vs. Wir, est annoncé pour le 13 octobre 2017. 

## Discographie

### Albums studio
- 2002 : Du und wieviel von deinen Freunden (Vous et combien de vos amis)
- 2005 : Von spatzen und tauben, dächern und händen (Moineaux et les pigeons, les toits et les mains)
- 2008 : Sylt
- 2012 : Zwischen den runden (Entre les rounds)

### Singles et EP
- 2001 : So lang die dicke Frau noch singt, ist die Oper nicht zu Ende (EP)
- 2002 : Landungsbrücken raus
- 2005 : 48 Stunden
- 2005 : Deiche
- 2005 : Balu
- 2008 : Graceland
- 2008 : Nullsummenspiel (uniquement en téléchargement)
- 2008 : Am Tisch (uniquement en téléchargement)